# Werkschutz
Als Werkschutz wird ein interner Dienstleister (Sicherheitsdienst) für ein einzelnes Unternehmen bezeichnet. Der Generalauftrag des Werkschutzes ist es, durch Aufrechterhaltung von Sicherheit und Ordnung Gefahren und Schäden vom Betrieb und seinen Mitarbeitern abzuwenden. 
Heute haben Computer, Brandmeldeanlagen, Einbruchmeldeanlagen, Videoüberwachungsanlagen und Störmeldeanlagen in die Leitstellen des Werkschutzes Einzug gehalten. Sicherheits-Management-Systeme, rechnerunterstütztes Facilitymanagement, Gebäude-Leittechnik und andere Anwendungen sind in Sicherheits-Zentralen installiert.

## Ausbildung der Mitarbeiter

### Gesetzliche Mindestanforderungen
Die Tätigkeit als interner Werkschutz-Mitarbeiter setzt keine gesetzliche Mindestqualifikation voraus. Wird der Werkschutz an einen externen Sicherheitsdienstleister vergeben, so müssen diese Mitarbeiter eine Unterrichtung nach § 34a GewO nachweisen können.

### Qualifizierung
Die Mitarbeiter können sich über die gesetzliche Vorgaben hinaus noch weiter qualifizieren. Es können mehrere Werkschutzlehrgänge absolviert werden.
Bei der IHK kann die Prüfung zur „Geprüften Schutz- und Sicherheitskraft (IHK)“ abgelegt werden. Dort muss in einem schriftlichen und einem mündlichen Teil einschlägige Kenntnisse nachgewiesen werden. Bis Ende 2005 war es durch die Verordnung (BGBl. I, 1692) vom 1. April 1983 möglich, sich vor einer Industrie- und Handelskammer zur „IHK-geprüften Werkschutzfachkraft“ prüfen zu lassen.

### Servicekraft für Schutz und Sicherheit
Seit 2002 gibt es den zweijährigen Lehrberuf zur Servicekraft für Schutz und Sicherheit, der es Schulabgängern ermöglicht, eine Berufsausbildung im Sicherheitsbereich zu absolvieren. Für Personen mit abgeschlossener Berufsausbildung kann die Lehrzeit auf ein Jahr verkürzt werden.

### Fachkraft für Schutz und Sicherheit
Seit 2002 gibt es den staatlich anerkannten Ausbildungsberuf nach dem Berufsbildungsgesetz (BBiG) zur Fachkraft für Schutz und Sicherheit. Die Ausbildungsdauer beträgt in der Regel drei Jahre, kann unter bestimmten Voraussetzungen aber verkürzt werden. Fachkräfte für Schutz und Sicherheit schützen Personen, Objekte und Anlagen. Sie führen Maßnahmen zur Abwehr von Gefahren durch, erkennen und dokumentieren Optimierungsbedarf im Überwachungsablauf und wirken bei der Angebotserstellung und Auftragsbearbeitung mit. Auch die Pflege und Wartung ihrer Einsatzgeräte gehören zu den Aufgaben.

### Meister für Schutz und Sicherheit
Eine weitere Qualifizierung ist der „Meister für Schutz und Sicherheit“ (früher: Werkschutzmeister). Neben den Aufgaben der Fachkraft planen die Meister auch Sicherheits- und Ordnungsmaßnahmen. Mittels Sicherheitsanalysen und Konzepten werden Vorschläge für die betriebliche Sicherheitspolitik oder die Planung und Entwicklung von technischen und baulichen Sicherheitsmaßnahmen erstellt oder bestehende überprüft und fortgeschrieben.

### Studium
Den akademischen Einstieg bildet ein entsprechendes Bachelor-Studium im Bereich Sicherheitsmanagement. Der Grund für den Wunsch nach einer qualifizierten Ausbildung ist vor allen Dingen in den ständig steigenden Anforderungen an die eingesetzten Mitarbeiter zu finden.

## Rechtliche Pflichten und Befugnisse der Werkschutzmitarbeiter
Der Mitarbeiter des Werkschutzes übt gemäß § 13 StGB die Garantenpflicht, also die Rechtspflicht zum Schutz vor einer bestehenden Gefahrenquelle (sogenannter Überwachergarant) des Unternehmens aus. Kommt der Werkschutzmitarbeiter dieser Pflicht nicht nach, und ein Schadensereignis tritt dadurch ein, wird der Werkschutzmitarbeiter wie der Verursacher des Schadens strafrechtlich belangt. Hierzu ist es erforderlich, dass die Straftat in der Fahrlässigkeit strafbar ist. Beispiel: Fahrlässige Körperverletzung durch Unterlassen.
Da der Mitarbeiter des Werkschutzes i.d.R über keine hoheitlichen Befugnisse verfügt (außer bei staatlicher Beleihung z. B.: bei kerntechnischen Anlagen, militärische Liegenschaften, Flughafen etc.), handelt er fast immer auf den Grundlagen der
- Jedermannsrechte
  - Notwehr nach § 227 BGB, § 32 StGB
  - Notstand nach § 228 BGB, § 904 BGB, § 34 StGB, § 35 StGB
  - Selbsthilfe nach § 229 BGB
  - vorläufigen Festnahme nach § 127 StPO
- vom Unternehmen übertragenen Besitzdienerrechte nach § 859 BGB und § 860 BGB[1]

## Aufgaben

### Allgemeine Aufgabenbeschreibung
Spätestens ab mittlerer Betriebsgröße gibt es unternehmensweite Arbeits- und Verfahrensanweisungen, Organisationsrichtlinien und Dokumentationsvorschriften, für die das Unternehmen teils auch rechtlich einzustehen hat und den Aufbewahrungsfristen unterliegt. Für deren Einhaltung und Überwachung sind meist Werkschutzmitarbeiter mitverantwortlich.
Häufig werden diese Verpflichtungen durch die eigenen Unternehmensbeschäftigten nicht wahrgenommen, akzeptiert oder korrekt angewandt. Werkschutzmitarbeiter sind in diesen Fällen die Kontrollinstanz, sofern sie neben Pflichten die entsprechenden Kompetenzen haben.
Der Werkschutz vertritt die ihm übertragenen Rechte und gegebenenfalls Pflichten des Besitzers (Unternehmen) und wendet durch seine Arbeit Gefahren und Schaden von ihm ab. Den im allgemeinen Interesse liegenden Anweisungen des Werkschutzes ist Folge zu leisten. Er ist durch Aufgabenübertragung berechtigt, das Hausrecht auszuüben (siehe auch Hausfriedensbruch).
Da der Werkschutz durch seine Weisungen die Belange der Mitarbeiter des Unternehmens berührt, ist die allgemeine Aufgabenstellung des Werkschutzes (Rechte und Pflichten) nach dem Betriebsverfassungsgesetz durch den Betriebsrat mitbestimmungspflichtig.

### Aufgabenspektrum
Je nach Festlegung der Aufgaben des Werkschutzes können die Aufgaben festgelegt werden:

#### Feststellen und Melden von Gefahren
- Besetzung einer Alarmzentrale
- Regelmäßige Kontrollgänge im Streifendienst auf dem Betriebsgelände
- Intervention bei Alarmen durch die Gefahrenmeldeanlage
- Berichts- und Meldewesen
- Verhinderung von Schäden am Unternehmen durch Diebstahl, Unterschlagung, Sachbeschädigung von Dritten
- Geheimschutz, Informationsschutz, Spionage- und Sabotageabwehr (Umsetzung von Geheimhaltungsverpflichtung für nicht Firmenangehörige)
- Ermittlungsdienst

#### Tordienst im Eingangsbereich
- Führen eines Wachbuches
- Kontrolle von Versandpapieren
- Zutrittskontrollen von Personen
- Zufahrtskontrollen
- Erstellung von Besucherausweisen und Ersatzausweisen für Mitarbeiter
- Empfangsdienst
- Taschennachsicht

#### Abwicklung und Überwachung des Güterverkehrs
- Kontrollen der Ladungssicherung
- Verkehrsdienst
- Kontrollen von Fahrzeugen der Fremdfirmen bei Ein- und Ausfahrt
- Erfassung von Lieferanten in Listen oder per EDV

#### Allgemeine Arbeitssicherheit
- Umweltschutz
- Vorbeugender Brandschutz
- Erste Hilfe
- Prüfen vor Durchführung feuergefährlicher Arbeiten (Heißarbeiten) innerhalb des Werkes und ggf. vor Ort Genehmigungen erstellen.
- Kontrolle über das Einbringen und Verbringen von Material und Gegenständen in den Betrieb
- Überwachung und Kontrollen von Maschinen und diversen Anlagen
- Überwachung der technischen Anlagen per EDV und Meldung bei Störungen